# Вета (Падова)
Вета је насеље у Италији у округу Падова, региону Венето.
Према процени из 2011. у насељу је живело 16 становника. Насеље се налази на надморској висини од 4 м.